# Кэндо
Кэндо́ (яп. 剣道 кэндо:, рус. путь меча) — современное японское  боевое искусство фехтования на бамбуковых мечах. Ведёт свою историю от традиционных самурайских техник владения мечом, кэндзюцу (яп. 剣術). Ставит целью формирование полноценной личности и твёрдого характера, закаляя волю и тело фехтовальщика. В современной Японии рассматривается как один из видов спорта. Существует движение за включение кэндо в программу Олимпийских игр.
Название «кэндо» было создано Обществом воинской добродетели Великой Японии (Дай Нихон Бутокукай, 大日本武徳会), которое появилось в 1895 году, с целью возродить самурайские традиции  и укреплять «японский дух» среди японской молодёжи. Термин произошёл от древнего «кэн-дзюцу», где «кэн» (яп. 剣) — это меч, «дзюцу» (яп. 術) — искусство, в котором иероглиф «дзюцу» (яп. 術) заменили на иероглиф «До» (яп. 道) — путь. Основным методом действия Общества стали уроки фехтования на занятиях физкультурой в школах.

## Философия
В любом деле, за которое берётся человек, имеющий за плечами большие традиции своей страны и предков, он отличается от индивидуума, не обладающего такой культурой, прежде всего тем, что как бы моделирует в сознании некоторые общие последствия для себя. Причём желательно, чтобы цель дела была достаточно высокой. Если же поставить перед собой ложные цели, они неизбежно приведут в никуда. Кто не испытывает уверенности в себе, может впасть в соблазн приобрести её очень примитивным образом — самоутвердиться за счёт унижения других. Подобное самоутверждение всегда оборачивается против этого человека — рано или поздно. Дело в том, что молодые люди не привыкли просчитывать свои цели далеко вперёд, так как им несвойственно размышлять о конечности своего бытия либо ощущать эту конечность. И поэтому люди просчитывают только сегодняшний день. Цель же надо ставить на всю жизнь, так как «психологическое» время движется с ускорением. Если поставить псевдоцель (например быстро разбогатеть), то это может завести в тупик. Часто можно прочитать в газетах письма, в которых молодые люди пишут: «У меня есть всё. А что дальше?» Это трагедия человека, поставившего перед собой псевдоцель. А должна быть какая-то перспектива-цель. Л. Фейербах, замечательный немецкий философ, говорил: «Человек без цели — это человек без Бога». Цель важна в любом деле, и не только в единоборствах.

### Подход к тренировкам
Правильно и серьёзно изучать путь меча, воспитывать бодрый дух, закаляя душу и тело, и через особенности кэндо уважать вежливость, ценить честь, откровенно и постоянно работать над собой, и благодаря этому любить государство и общество и широко содействовать миру и процветанию человечества.

## Цели кэндо
Концепция кэндо была составлена Всеяпонской федерацией кэндо в 1975 году.
- Формировать разум и тело,
- Развивать сильный дух через правильные и строгие тренировки,
- Стремиться к совершенствованию искусства кэндо,
- Высоко ценить вежливость и честь,
- Быть искренним с другими и всегда совершенствовать себя.

Это позволит каждому:
- Любить своё государство и общество,
- Делать вклад в развитие культуры.
- Продвигать всё человечество к миру и процветанию.

## История
Происхождение кэндо тесно связано с историей боевых искусств в Японии. В период Камакура (1185—1233) фехтование, вместе со стрельбой из лука и владением копьём, было неотъемлемой частью подготовки воина-самурая. Однако в течение четырёх столетий меч использовался не как главное оружие, а имел вспомогательную функцию: сферой его применения были самооборона в случае отсутствия другого оружия, обезглавливание противника и ритуальное самоубийство сэппуку. Лишь с наступлением мирной эпохи Эдо (1603—1868), когда самураям официально позволили носить из оружия только мечи, фехтование на них завоевало широкую популярность среди военного слоя общества.
В начале XVII столетия появились десятки школ, которые предлагали потенциальным ученикам ключи к познанию тайн техники владения мечом. Эти школы находились под сильным влиянием буддийского течения дзэн. 
В течение многих столетий во время тренировок использовались деревянные мечи, которые наносили ученикам сильные ранения. Однако реформы наставника Наганума Кунисато (1688—1767), который ввёл бамбуковые мечи синай, уменьшили количество травм. С конца XVIII столетия фехтование мечом уже напоминало современное кэндо.
С реставрацией Мэйдзи (1868 год) европейское огнестрельное оружие вытеснило самурайский меч из обихода. Однако его широкое применение солдатами в японо-китайской войне 1895 года возвратило оружию заслуженную славу. Созданное в 1895 году Общество боевых добродетелей Большой Японии популяризировало фехтование мечом среди молодёжи, а 1920 году изменило разные названия фехтовальных техник на «кэндо». Этот год полагается официальным годом рождения этого боевого искусства.
Популярность кэндо возрастала по мере усиления давления стран Запада на Японию. Упрощённое фехтование приобрело распространение среди школьников и воспитывало патриотически настроенную молодёжь. В 1929, 1934 и 1940 годах были проведены первые три соревнования по кэндо на кубок императора страны.
После поражения Японии во Второй мировой войне в 1945 году оккупационная американская власть запретила преподавание в школах кэндо как вредной воспитательной практики, которая содействует распространению японского национализма. В следующем году Общество боевых добродетелей Большой Японии было распущено, а преподаватели-фехтовальщики уволены.
Через пять лет после окончания войны (1950) американский контроль над учебными программами был отменён, но некоторые ограничения были официально сохранены ещё на два года. Тогда же была сформирована Всеяпонская Федерация Спортивного Кэндо, названная так из дипломатических соображений: когда через два года запрет на кэндо был снят, слово «спортивный» из названия Федерации убрали. В 1953 году занятия по фехтованию восстановили в школах в полном объёме.

## Одежда и экипировка
Кэндо практикуется в традиционной японской одежде (яп. 剣道着 кэндоги), защитном снаряжении (яп. 防具 богу) и при использовании одного — реже двух — синаев (яп. 竹刀 синай).
- Синай (яп. 竹刀)
- Бокуто (яп. 木刀)
- Мэн (яп. 面)
- До (яп. 胴)
- Тарэ (яп. 垂れ)
- Котэ (яп. 小手)
- Кэндоги (яп. 剣道着)
- Полностью экипированный комплект

### Экипировка

##### Синай
Синай служит для имитации японского меча-катаны и состоит из четырёх бамбуковых планок, которые скреплены кожаными фитингами. Также используется современная вариация синая с армированными углепластиком полимерными рейками. Существуют также пластиковые тренировочные мечи, которые тоже иногда называют синаями.
Кэндока также использует деревянный меч (яп. 木刀 бокуто) для отработки ката.
В кэндо для удара применяется как «режущая» часть синая и бокуто, так и его кончик.

##### Защитная экипировка
Защитная экипировка надевается для защиты определённых зон на голове, руках и теле. Голова защищается стилизованным шлемом, называемым (яп. 面 мэн), с металлической решёткой (яп. 面金 мэн-ганэ) для защиты лица, с серией жёстких кожаных и тканевых клапанов (яп. 突垂れ цуки-дарэ) для защиты горла и с подбитыми тканевыми щитками (яп. 面垂れ мэн-дарэ) для защиты шеи и плеч. Предплечья, запястья и кисти рук защищены длинными, толстыми тканевыми перчатками, называемыми (яп. 小手 котэ). Торс защищён нагрудником (яп. 胴 до), а область талии и паха защищена (яп. 垂れ тарэ), состоящей из пяти толстых вертикальных тканевых лоскутов или фалдов.

### Одежда
Одежда, надеваемая под богу, состоит из кэндоги (куртки-уваги и штанов) и хакама, длинных широких штанов-юбки.
Хлопковое полотенце (яп. 手拭い тэнугуи) оборачивается вокруг головы, под мэн, чтобы впитать пот и предоставить основу для удобного и комфортного размещения мэн.

## Современное кэндо
После восстановления репутации кэндо распространилось в Японии и даже стало популярным за границей. В 1970 году для координации иностранных фехтовальных клубов с японскими была образована Международная федерация кэндо (сокр. англ. IKF). По состоянию на 2003 год в неё входили организации и клубы кэндо из 44 стран мира. Проводятся турниры различного уровня, включая чемпионаты мира и континентов.
Кэндо означает не только технику владения мечом по правилам Всеяпонской федерации кэндо. Произошёл переход от искусства уничтожения врага на поле боя к искусству воспитания духа воина.
Кэндо стремится к воспитанию энергичного духа через правильное обучение и тренировку, к развитию человеческой природы через понимание принципов работы с мечом. Развивать в человеке любовь к своей стране и обществу, способствовать развитию культуры, укреплять взаимопонимание между людьми, странами и народами — таковы принципы, которые можно применить к искусству владения мечом.

### Типы атак
В современном кэндо атаки бывают двух типов: рубящие и колющие. Рубящие удары разрешается наносить по макушке противника, по левой или правой части его головы, по правому запястью в любой момент, по левому запястью, когда оно поднято (например при замахивании мечом), по правой или левой части туловища (хотя в соревнованиях редко присуждают очки за удары по левой части). Колющие удары разрешено наносить только в горло. Тем не менее, так как неумелый колющий удар может повредить горло или шею противника, такие техники обычно не преподаются на начальном этапе обучения.

## Кэндо ката
Кэндо ката — исполнение 10 формальных упражнений без защитного костюма. В ката участвуют два человека: ученик сидати (яп. 仕太刀) и учитель утидати (яп. 打太刀). Учитель производит первый удар, ученик последний и закрепляет за собой тем самым победу.
Для прохождения аттестации в кэндо, помимо основных техник кэндо, необходимо сдавать экзамен и по кэндо ката. Иногда на самых младших уровнях ката сдавать не нужно.
Кэндо ката практикуются, чтобы изучить:
1. Правильные направления для датоцу (удары и уколы),
2. Правильные интервалы между атаками,
3. Правильные движения тела,
4. Искренность, обязательно присущую всем боевым техникам,
5. Развитие кигурай (чувства собственного достоинства).

## Кэндо в различных странах

### в России
- Кэндо в России начало развиваться в 1989 году в г. Москва на базе МГУ им. Ломоносова. Первым преподавателем был Владимир Александрович Янушевский, 4 дан кэндо, старший преподаватель МГУ, преподаватель японского языка.
- В 1993 году «Московский клуб Кендо» был преобразован в «Московскую Ассоциацию Кендо» (Президент Яковлев Николай Петрович, Вице-президент Алоев Руслан Султанович, Генеральный Секретарь Янушевский Владимир Александрович) и в 1997 году — в «Русскую Федерацию Кендо» (РФК). Благодаря авторитету Янушевского В. А. в Россию приезжали многие из мастеров кэндо Японии.
- В 1998 году Россию посетил бывший премьер-министр Японии Рютаро Хасимото. Он провел с российскими кэндоистами совместную тренировку. Узнав о том, что в России будет проходить 1-й Чемпионат Кендо, господин Хасимото подарил россиянам кубок «Мирное сердце», который теперь является переходящим Кубком в командном Первенстве Чемпионата России.
- С 1990 года РФК является членом международного сообщества кэндоистов, тесно сотрудничая с Международной Федерацией Кэндо (англ. IKF).
- С 2000 года РФК — постоянный член IKF, представляющий Россию, являющейся высшим органом сообщества, с резиденцией в Токио.
- С 1995 года Русская Федерация Кэндо вошла кандидатом в Европейскую Федерацию Кэндо (англ. EKF), а с 1998 года является её постоянным членом. Кроме того, Русская Федерация Кендо имеет также прямые контакты с национальными федерациями и сенсеями, входящими в международное сообщество кэндоистов.
- Позже Федерация была переименована в Российскую Федерацию Кендо, Иайдо, Дзёдо (РФКИД).

Одной из первых книг по кэндо в России была книга «Кэндо — путь к мужеству и благородству» Виталия Савилова.